# Chiapa de Corzo
Chiapa de Corzo là một đô thị thuộc bang Chiapas, México. Năm 2005, dân số của đô thị này là 73552 người.